# عملية سيربيروس
قالب:Campaignbox Atlantic Campaign
Channel Dash أو Unternehmen Zerberus (عملية سيربيروس) عملية بحرية ألمانية خلال الحرب العالمية الثانية.  فرض سرب من كريغسمارينه (البحرية الألمانية) يتكون من شارنهورست-فئة البارجة والطراد الثقيل برنس يوجين والمرافقون، حصارًا على بريطانيًا من بريست في بريتاني. وصل شارنهورست وجنيزناو إلى بريست في 22 مارس 1941 بعد عملية برلين الناجحة في المحيط الأطلسي. تم التخطيط لمزيد من الغارات ضد السفن التجارية (حتى أواخر مايو 1941) واستخدمت السفن منشآت حوض السفن في بريست لتجديدها وإصلاحها. لقد مثلوا تهديدًا كبيرًا لقوافل الحلفاء عبر المحيط الأطلسي، لذلك نفذت سلسلة من الغارات الجوية من قبل القوات الجوية الملكية (RAF) ضد السفينتين من 30 مارس 1941 (واستهدفت أيضًا برينز يوجين، التي وصلت في 1 يونيو 1941 ). ألحقت أضرار جسيمة بجنيزناو في 6 أبريل 1941 وفي شارنهورست في 24 يوليو 1941 بعد تفريقها إلى لا باليس. عند الانتهاء من إصلاح هذا الضرر في أغسطس، تم النظر في إخلاء السفن. 
في أواخر عام 1941، أمر أدولف هتلر أوبركماندو دير مارينه (القيادة العليا للبحرية الألمانية)، بالتخطيط لعملية لإعادة السفن إلى القواعد الألمانية، لمواجهة الغزو البريطاني المحتمل للنرويج. تم عقد اجتماع في باريس في 1 يناير 1942، للتخطيط النهائي للعملية. تم تفضيل الطريق القصير أعلى القناة الإنجليزية على الالتفاف حول الجزر البريطانية، للاستفادة من المفاجأة والغطاء الجوي من قبل لوفتفافه وفي 12 يناير 1942، أصدر هتلر أوامر بإجراء العملية. 
استغل البريطانيون فك تشفير الرسائل الإذاعية الألمانية المشفرة بآلة إنجما، والاستطلاع الجوي الذي أجرته وحدة RAF للتصوير الفوتوغرافي ووكلاء في فرنسا يديرهم جهاز المخابرات السري البريطاني (MI6) لمراقبة السفن والإبلاغ عن الأضرار الناجمة عن القاذفات البريطانية. عملية فولر، وهي خطة طوارئ مشتركة تابعة لسلاح البحرية الملكية البريطانية، قد صممت لمواجهة طلعة جوية من قِبل السفن الألمانية ضد قوافل المحيط الأطلسي، أو عودة إلى الموانئ الألمانية عن طريق التحليق فوق الجزر البريطانية أو اختراق القناة الإنجليزية. تم منع تركيز السفن البريطانية في المياه الجنوبية بسبب الحاجة إلى الاحتفاظ بالسفن في سكوبا فلو في اسكتلندا، في حالة وجود طلعة جوية على سفينة حربية ألمانية تيربيتز من النرويج. طُلب من سلاح الجو الملكي البريطاني فصل الأسراب عن قاذفات القنابل والسواحل للخدمة الخارجية، كما أبقى مفجّري الطوربيد في اسكتلندا على استعداد ل تيربيتز، مما حدّ من قدرتهم على تجميع أعداد كبيرة من الطائرات ضد اندفاعة القناة، كما فعل فصل الشتاء. مما قلل من الرؤية ومنعت بشكل غير متوقع المطارات مع الثلوج.

### ليلة 11/12 فبراير

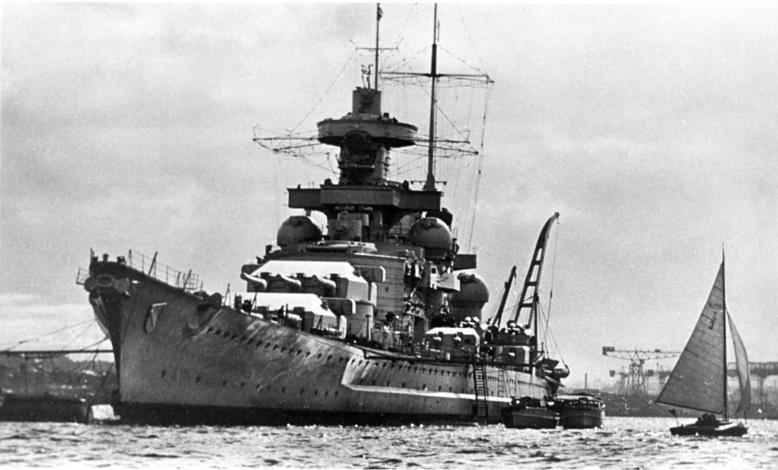
Schlachtschiff (battleship) Scharnhorst in 1939 (Bundesarchiv DVM 10 Bild-23-63-46)

## الحواشي
1. 1 2  Koop & Schmolke 2014.